# Star Trek: The Next Generation Trivia
Star Trek: The Next Generation Trivia è un videogioco con domande sulla serie televisiva Star Trek: The Next Generation, inizialmente pubblicato da George Broussard sotto l'etichetta Micro F/X Software, prima di approdare all'Apogee che in seguito lo ripropose con il medesimo titolo. È composto da 3 volumi, di cui il primo distribuito come shareware, mentre gli altri erano disponibili a pagamento. Ogni volume contiene 100 risposte multiple relativi a diversi argomenti. Era anche possibile acquistare, per 100$, il codice sorgente del programma.
Apogee non era stata autorizzata dalla detentrice dei diritti d'autore di Star Trek; quando la Paramount lo scoprì, offrirono alla software house una licenza. Apogee rifiutò, adducendo che la licenza sarebbe costata di più che i guadagni ottenuti e ottenibili con il gioco, preferirono quindi togliere il titolo dai cataloghi e rilasciarlo nel pubblico dominio, insieme all'altro titolo basato su Star Trek, Trek Trivia.